# Anne-Marie Quist
Johanne Maria „Anne-Marie” Quist (ur. 26 grudnia 1957 w Nijmegen) – holenderska wioślarka, brązowa medalistka olimpijska.

## Kariera
Wystąpiła na igrzyskach olimpijskich w Los Angeles w 1984, gdzie osada Holandii w składzie: Nicolette Hellemans, Lynda Cornet, Harriet van Ettekoven, Greet Hellemans, Marieke van Drogenbroek, Anne-Marie Quist, Catalien Neelissen, Wiljon Vaandrager i Marty Laurijsen (sterniczka) zdobyła brązowy medal w ósemkach. W finale uplasowały się o 3,12 sekundy za osadą USA i 1,05 sekundy za Rumunkami. Na tych samych igrzyskach zajęła piąte miejsce w czwórkach ze sternikiem. 
W 1984 ukończyła także studia medyczne na Uniwersytecie w Utrechcie. Po zakończeniu kariery została lekarzem sportowym.